# Espensteig
Espensteig ist ein kleiner Weiler auf der Hohenecker Gemarkung im Südosten der kreisfreien Großstadt Kaiserslautern in Rheinland-Pfalz.

## Lage
Der Ort und liegt am nördlichen Rande des Naturparks Pfälzerwald, etwa 10 km südwestlich von der Stadtmitte Kaiserslauterns. Nach Hohenecken im Norden sind es 2 km, Dansenberg liegt einen Kilometer entfernt im Nordosten. Wenige hundert Meter südlich des Ortes verläuft der Aschbach, der dort von rechts den mitten durch Espensteig fließenden Bärenbach aufnimmt.

## Geschichte
Zur Herrschaft des Ritters Siegfried von Hohenecken (Syfridus de Hoenechen) gehörten mit der erstmals 1212 erwähnten Burg Hohenecken neben Hohenecken auch Erfenbach, Espensteig, Siegelbach und Stockweiler.
Aus einer Lehnsurkunde Pfalzgrafs Ruprechts an den Ritter Reinhard von Hohenecken von 1401 gehen die Herren von Hoheneck(en) als Besitzer Espensteigs hervor. Das Ortssiegel beinhaltete die Buchstabenfolge H. E. E. V. S. mit der Umschrift Gerichtssiegel über die hoheneckischen Dorfschaften und die Buchstaben bezeichneten die Orte Hohenecken, Espensteig, Erfenbach, Vrondau und Siegelbach.
Die Hohenecker verkauften 1688 die Herrschaft an den Herzog von Lothringen, der sie dann 1733 mit einer anderen an die Kurpfalz tauschte. Mitte des 18. Jahrhunderts war Espensteig ein „beträchtliches kurpfälzisches Hofgut zu 6 Familien in 4 Häusern ... Von der Hofkammer ehedem in Erbbestand verliehen, ward das ganze zuletzt durch den kurpfälzischen General Christoph Anton, Freiherr von Hautzenberg besessen“.

## Infrastruktur
Durch Espensteig verläuft die Landesstraße 502.